# Belonopelta
Belonopelta (лат. ) — род муравьёв (Formicidae) из подсемейства Ponerinae. 2 вида. Эндемики Неотропики.

## Описание
Мелкого размера муравьи. Длина рабочих особей около 5 мм, красновато-коричневого или буровато-чёрного цвета. Глаза мелкие, расположены в передне-боковой части головы. Усики 12-члениковые. Нижнечелюстные щупики состоят из 3 члеников, нижнегубные — из 3 сегментов. Мандибулы узкие, изогнутые, с 5-6 зубчиками на жевательном крае. Средние и задние ноги с одной голенной шпорой. Стебелёк между грудкой и брюшком состоит из одного членика петиоля. Хищники (охотятся на первичнобескрылых насекомых двухвосток). Колонии малочисленные (два десятка рабочих и одна матка). Обнаружены в подстилочном слое и древесных остатках тропических лесов от южной Мексики до Колумбии.

## Систематика
2 вида. В 2009 году Крис Шмидт (Schmidt, 2009), проведя молекулярно-генетический филогенетический анализ подсемейства понерины включил род Belonopelta в состав родовой группы Pachycondyla genus group (Ponerini). Таксон, ранее описанный как Belonopelta darwinii  Forel, 1893, теперь перенесён в другой род и известен как Pachycondyla darwinii.
- Belonopelta attenuata Mayr, 1870typus[6] — Колумбия
- Belonopelta deletrix Mann, 1922[7] — Гватемала, Гондурас, Коста-Рика, Мексика, Колумбия